# Jármay Gusztáv János
Jármay Gusztáv János (1856. december 31. – Hertfordshire, 1944. vagy 1945. augusztus 22.) vegyészmérnök, a Brit Birodalom Lovagparancsnoka.

## Életútja
Alapfokú tanulmányait Magyarországon, az egyetemet Zürichben végezte. Diplomás kémikusként az angliai Brunner, Mond & Co. alkalmazásába került 1880-ban, ahol élete gyökeresen megváltozott. Több mint 40 szabadalmat jegyzett többek közt az ammóniaszóda gyártási folyamat fejlesztése kapcsán. A búr háborúk idején indiai kiküldetést teljesített, és a cégnél gyorsan haladt a ranglétrán. 1889-ben az igazgatótanács tagjává választották, ő volt a felelőse a Brunner, Mond és a kapcsolatban levő cégekben folyó műszaki fejlesztésekért.
Az első világháború 1914-es kirobbanásakor Gustav irányította a hadsereg robbanóanyaggal történő ellátására szervezett ipari tevékenységeket, és vezette azt ezt koordináló kormányzati bizottságot. 1918-ban Lord Moulton, lőszerügyekkel foglalkozó miniszter ajánlására megkapta a Brit Birodalom Lovagparancsnoki címét. 1926-ban a Brunner, Mond & Co. - 3 másik céggel együtt - beolvadt az akkor alakuló Imperial Chemical Industries Ltd-be, Sir Gustav pedig folytatta pályafutását a kémiai iparban.
1882. június 2-án feleségül vette Charlotte Wyman angol hölgyet és egy fiuk született, Istvan. Sir Gusztáv végig ápolta magyar gyökereit, tartotta a kapcsolatot a családjával. Charlotte aktívan közreműködött a Cheshire-i Vörös Kereszt munkájában az első világháború alatt Northwich-ban, amiért 1919-ben MBE lovagi rangot kapott. Cheshire megyében töltötték életük nagy részét. Lady Charlotte 1938 szeptemberében halt meg Bulkeley Hallban (Malpas, Cheshire). Sir Gustav visszavonult hatfieldi otthonába, Hertfordshire-be.
Istvan 1946 júniusában halt meg. Egyetlen fia, John 1948 márciusáig élt, 36 éves korában tért örök nyugalomra.

## Jegyzet
1. ↑  Ugyanazon forrás két különböző oldalán két eltérő év jelenik meg.